# Oldřich Průša
Oldřich Průša (9. ledna 1927, Domousnice – 27. července 1969, Malmö) byl československý komunistický právník, který v 60. letech 20. století zastával funkci děkana Právnické fakulty Univerzity Karlovy.

## Biografie
Narodil se 9. ledna 1927 v Domousnici do rodiny drobného řemeslníka. Roku 1945 se stal členem Komunistické strany Československa a po maturitě na mladoboleslavském gymnáziu nastoupil na Právnickou fakultu Univerzity Karlovy, na které náležel k vůdčím postavám levicově orientovaných studentů. Studium úspěšně dokončil roku 1949 a začal vyučovat na katedře státu a práva SSSR Právnické fakulty Univerzity Karlovy. Předsedal také fakultní stranické organizaci. Roku 1956 se habilitoval v oboru historie sovětského státu a práva. V letech 1959-1961 byl proděkanem pro studium při zaměstnání. V letech 1961-1966 byl děkanem právnické fakulty. Zastával také post ředitele Ústavu státní správy. Od roku 1964 byl členem právní komise ÚV KSČ. Napsal sedm monografií o ústavách SSSR a jednotlivých svazových republik, rozvoji socialistické státnosti a vztazích československé Ústavy z roku 1960 k ústavám SSSR. Roku 1968 byl jmenován mimořádným profesorem pro obor státu a práva socialistických zemí. Krátce před smrtí byl zvolen tajemníkem byra ÚV KSČ a předsedou jeho politicko-právní komise. Zemřel náhle dne 27. července 1969 během své pracovní cesty ve Švédsku.